# Svensktoppen 2008
Svensktoppen 2008 är en sammanställning av de femton mest populära melodierna på Svensktoppen under 2008.

## Låttitlar
1. Empty Room - Sanna Nielsen, 17 405 poäng
2. Om du lämnade mig nu – Lars Winnerbäck och Miss Li, 15 335 poäng
3. Du är min man – Benny Anderssons Orkester och Helen Sjöholm, 14 518 poäng
4. Curly Sue – Takida, 11 001 poäng
5. Amarula Tree – Amanda Jenssen, 6 326 poäng
6. Fait Accomplit – BAO och Tommy Körberg, 6 007 poäng
7. The Worrying Kind – Maia Hirasawa, 5 257 poäng
8. Det är hon – Brolle, 5 234 poäng
9. Just a Minute – Rongedahl, 4 009 poäng
10. I Love Europe – Christer Sjögren, 3 241 poäng
11. Do You Love Me? – Amanda Jenssen, 3 123 poäng
12. Nu mår jag mycket bättre – BAO, Helen Sjöholm och Tommy Körberg 2 984 poäng
13. Visit to Vienna – Sahara Hotnights, 2 875 poäng
14. Håller min dörr på glänt – Nisse Hellberg, 2 305 poäng
15. If You Don't Mean It – Markus Fagervall, 2 164 poäng

Årets omsättning av melodier på listan var 2008, kanske för första gången någonsin under 1 ny låt per vecka, närmare bestämt kom det i genomsnitt in 0,96 nykomlingar per vecka. 
Den enda period under året då omsättningen var relativt hög var under den tid låtarna från Melodifestivalen testades i programmet. 8 av de 10 låtar som gick till final där nådde också vid något tillfälle Svensktoppslistan. Av de 32 låtar som deltog i Melodifestivalen 2008 gick 12 stycken någon gång in på Svensktoppen. Detta resultat är något sämre än fjolårets.
Den låt från Melodifestivalen 2008 som lyckades bäst på Svensktoppen under året var utan konkurrens den melodi som där blev "folkets favorit", nämligen Sanna Nielsens Empty Room. Denna låt blev också "Årets Svensktoppsmelodi". Det vinnande bidraget från Melodifestivalen, Charlotte Perrellis Hero, placerade sig på 16:e plats och redovisas därmed inte på denna lista.
BAO hade under året med 3 melodier men bara 1 av dessa kom in på listan under 2008. Fait Accomplit som framfördes tillsammans med Tommy Körberg kom in på listan under föregående år och Du är min man har medverkat i programmet sedan den 11 juli 2004. 
Två låtar som fanns med på årets sista lista var med där redan i början av året. Förutom Du är min man har även Om du lämnade mig nu med Lars Winnerbäck och Miss Li funnits med på samtliga årets 52 listor.
När redaktionen för Svensktoppen räknade samman poängen och redovisade dessa i programmet Årets svensktoppsmelodier 2008 som sändes den 1 januari 2009 klockan 10.00 lokal tid visade det sig att man hade gjort en del räknefel. De poäng som redovisas här har dock vid kontroll visat sig vara korrekta. Denna sammanräkning har gjorts i ett exceldokument som har uppdaterats kontinuerligt.